# Wortelemente lateinisch-griechischer Fachausdrücke in den biologischen Wissenschaften
Das Werk Wortelemente lateinisch-griechischer Fachausdrücke in den biologischen Wissenschaften von Fritz Clemens Werner ist ein Nachschlagewerk für Biologen, Mediziner und Veterinärmediziner, das erstmals 1956 erschienen ist.

## Bedeutung
Das Nachschlagewerk gibt keine historische Etymologie, sondern eine Bedeutungsanalyse all der Wortbestandteile, die für Unterricht und Forschung von aktueller Bedeutung sind. Das gilt vor allem für Studierende der Biologie, der Medizin und der Veterinärmedizin – vor allem für diejenigen, die in ihrer Schulzeit keinen Latein- oder Griechisch-Unterricht hatten, im Studium aber mit einer Fülle von Fachausdrücken, die aus griechischen und lateinischen Wortbestandteilen zusammengesetzt sind, konfrontiert werden.

## Geschichte
Das Werk erschien erstmals 1956 unter dem Titel Wortelemente lateinisch-griechischer Fachausdrücke in der Biologie, Zoologie und vergleichenden Anatomie. Verfasst hatte es Dr. phil. Fritz Clemens Werner, Prof. em. mit Lehrauftrag für Zoologie an der Karl-Marx-Universität zu Leipzig, aufgrund einer Materialsammlung, mit der er bereits vor Jahrzehnten begonnen hatte.
Die 2., erweiterte und verbesserte Auflage, bereits unter dem heutigen Titel und mit einem Umfang von 471 Seiten, erschien 1961 in Leipzig bei der Akademischen Verlagsgesellschaft Geest & Portig K.-G. in einer Hardcover-Ausgabe.
Mit einem Umfang von 475 Seiten hat der Suhrkamp Taschenbuch Verlag dieses Werk 1972 in einer 1. Auflage herausgegeben. Die nachfolgenden Aussagen beziehen sich auf diese 1. Taschenbuch-Auflage.

## Aufbau/Inhalt
Der Band enthält auf 475 Seiten einen Einleitungsteil, den Hauptteil (Die kleineren Wortbestandteile und Die Wortstämme) und einen Anhang. 
Der Einleitungsteil (S. 6–24) besteht aus den Vorworten zu den verschiedenen Auflagen, einer Einleitung, in der die Problematik von Fachausdrücken und deren Wortbestandteilen dargestellt wird, und einem Abschnitt „Zeichen und Abkürzungen“.
Der Hauptteil (S. 25–442) ist in zwei Abschnitte unterteilt: Die kleineren Wortbestandteile (S. 25–77) und Die Wortstämme (S. 79–442). Bei jedem Wortbestandteil bzw. –stamm wird jeweils seine Herkunft, seine deutsche Übersetzung und das Auftreten in verschiedenen Fachausdrücken dargestellt.
Der Anhang (S. 443–475) enthält ein Literaturverzeichnis (S. 443–445) und ein alphabetisch geordnetes Sachregister (S. 446–475).